# Sala kommunvapen

Sala vapen innehåller symboler för Sala silvergruva, som staden Sala växte upp kring.

Sala kommunvapen bars tidigare av Sala stad och syftar på Sala silvergruva.
Sala blev stad 1624, men i privilegiebrevet fanns ingen uppgift om symbol för den nya staden, varken som bild eller i text. Från 1661 finns emellertid ett sigill med de korslagda verktygen, en vanlig symbol för gruvverksamhet. År 1700 tillkom en måne i sigillets sköld, men från början var den avtagande. Månen är en metallurisk symbol för silver. Den 28 maj 1948 fick vapnet kunglig fastställelse för Sala stad. Efter kommunbildningen registrerades det oförändrat för Sala kommun hos Patent- och registreringsverket år 1975 enligt de då nya reglerna för skydd av svenska kommunvapen.

## Blasonering
Blasonering: I blått fält en bergsmansslägga och ett bergjärn i kors och däröver en tilltagande måne, allt av silver.

## Vapen för tidigare kommuner inom nuvarande Sala kommun
Tärna landskommun hade ett vapen fastställdes av Kungl. Maj:t den 30 juni 1958, vars giltighet upphörde när kommunen sammanlades med Sala 1971. Vapnet blasonerades "Sköld, ginstyckad av silver, vari ett rött tjurhuvud med blå horn, tunga och nosring, och av blått, vari en stjärnlik blomma av silver med åtta lansettformade kronblad". Tjuren kom från sigillet för Tjurbo härad och blomman från sigillet för Simtuna härad.

Tärna landskommun (1958-1970)